# Чалфи, Мартин
Мартин Ча́лфи (англ. Martin Chalfie; род. 15 января 1947 года, Чикаго, штат Иллинойс) — американский нейробиолог, лауреат Нобелевской премии по химии 2008 года.
Доктор философии (1977), Университетский профессор Колумбийского университета, член Национальных Академии наук (2004) и Медицинской академии (2009) США, а также Американского философского общества (2025), иностранный член Лондонского королевского общества (2018).

## Биография
Родился в семье гитариста Эли Чалфи (1910—1996) и владелицы галантерейного магазина Вивьен Фридлен (1913—2005), имевших корни в еврейских эмигрантах из Российской империи. Родители отца, Бенджамин и Эстер Чалфи (Халфи) — иммигрировали в Цинциннати из Брест-Литовска; дед по материнской линии, Меер Фридлен, родился в Москве.
Среднее образование получил в Чикаго. Окончил Гарвардский университет (1969); там же в 1977 году получил докторскую степень по нейробиологии. В настоящий момент профессор биологии в Колумбийском университете.
Лаборатория Чалфи использует нематоду C. elegans для исследования различных аспектов развития и функционирования нервных клеток.
Мартин Чалфи опубликовал более 200 работ, из которых по крайней мере 16 цитируются свыше ста раз.
В 2016 году подписал письмо с призывом к Greenpeace, Организации Объединенных Наций и правительствам всего мира прекратить борьбу с генетически модифицированными организмами (ГМО).